# Viktor Radojević
Pour les articles homonymes, voir Radojevići.
Viktor Radojević (en serbe en écriture cyrillique : Виктор Радојевић), né le 14 juillet 2004 à Mladenovac, est un footballeur serbe qui joue au poste d'arrière gauche à l'Étoile rouge de Belgrade.

## Biographie

### Carrière en club
Né à Mladenovac en Serbie, Viktor Radojević est formé par l'Étoile rouge de Belgrade, après avoir découvert le football dans sa ville natale.
Radojević est prêté au club satellite du FK Grafičar Belgrade lors de la saison 2022-23 puis 2023-24, saison où il commence aussi à jouer avec l'équipe première de l'Étoile rouge de Belgrade en championnat de Serbie.
Radojević est donc sacré champion de Serbie lors de la saison 2023-24,,.

### Carrière en sélection
Viktor Radojević est international serbe junior jusqu'aux moins de 19 ans.

## Palmarès
Étoile rouge de Belgrade
- Championnat de Serbie (1)
  - Champion en 2023-24